# Journée internationale de l'éducation
La journée internationale de l'éducation est une célébration mondiale qui met en exergue le rôle primordial de l’éducation dans l’édification de sociétés résilientes et la promotion de la paix. Elle est célébrée le 24 janvier de chaque année et c'est le 3 décembre 2018 que l’Assemblée générale des Nations unies a adopté par consensus une résolution dans ce sens. le but de cette journée est d'apporter un soutien considérable aux actions transformatrices en faveur d’une éducation inclusive, équitable et de qualité pour tous.  Cette journée existe parce que la communauté internationale pense que l’éducation joue un rôle très important dans la mise en place de sociétés durables et résilientes, et qu’elle apporte une contribution forte à la réalisation de tous les autres objectifs de développement durable. Dans la perspective de renforcer la coopération internationale  à l’appui des efforts consentis vers la mise en place de l’objectif de développement durable numéro 4, la résolution a exhorté toutes les parties prenantes, notamment les pays Membres, les organismes du Système des Nations unies, sans oublier la société civile,  les organisations non gouvernementales, les institutions académiques, le secteur privé, les particuliers et les autres acteurs concernés à célébrer cette journée et c'est l'UNESCO qui fait office de facilitateur,,,,,,,,,.